# Петер Сунде
Петер Сунде Колмисопи (на норвежки: Peter Sunde Kolmisoppi; 13 септември 1978, Удевала, Швеция) е шведски компютърен експерт, участник в „пиратското“ движение, известен като един от основателите на The Pirate Bay. Има финландско и норвежко гражданство.

## Живот
През 2003 г. заедно с Готфрид Свартхолм и Фредрик Неем основава торент тракера The Pirate Bay, където изпълнява ролята на публично лице. Кандидатира се в изборите за Европейски парламент от името на Пиратската партия на Финландия; на изборите събира около 3000 гласа.
През 2009 г. на съдебния процес срещу основателите на The Pirate Bay е осъден на една година затвор и голяма глоба. В течение на няколко години оспорва произнесената присъда отначало пред най-големия апелационен съд на Швеция (присъдата е намалена на 8 месеца, но сумата на глобата е увеличена), след това – пред Върховния съд на Швеция (жалбата е отклонена) и пред Европейски съд по правата на човека. От 2010 г. е търсен от Интерпол (по данни на шведските СМИ, през това време живее в Германия).
През 2010 г. основава системата за микроплащания Flattr. Сунде е един от героите на документалния филм TPB AFK.
На 31 май 2014 г. е арестуван от шведската полиция. Изпратен е в затвора Västervik Norra за да излежи присъдата си по делото Pirate Bay.
На 10 ноември 2014 г. се съобщава, че Сунде е излязъл на свобода. Прекарал е в затвора 5 месеца.